# Valgrisenche
 Valgrisenche  egy község Olaszországban, Valle d’Aosta régióban.

## Elhelyezkedése
A település

Valgrisenche község Valle d'Aosta térképén

A vele szomszédos települések: Arvier, La Thuile, Rhêmes-Notre-Dame, Rhêmes-Saint-Georges, Sainte-Foy-Tarentaise (Franciaország), Tignes (Franciaország).